# Borneo Północne (Indonezja)
Borneo Północne (indonez. Kalimantan Utara) – prowincja w północnej Indonezji, leżąca na północy wyspy Borneo i okolicznych wysepkach (m.in. Tarakan), przy granicy z Malezją (stany Sabah i Sarawak). Siedzibą jest Tanjung Selor, choć największym miastem pozostaje Tarakan. Według danych z 2018 roku liczyła prawie 720 tys. mieszkańców. Do grup etnicznych zamieszkujących prowincję należą m.in. Dajakowie i Bugisi. Została wyodrębniona 25 października 2012 roku z części terenów Borneo Wschodniego. 

## Geografia
Powierzchnia w znacznej części zajęta jest przez góry i lasy równikowe. Przez prowincję przepływają takie rzeki jak: Sebuku, Sembakung, Sesayap, Kayan i Bahau. 
Dzieli się na 1 kotę: Tarakan i 4 kabupateny: Bulungan, Malinau, Nunukan i Tana Tidung. 